# クリスチャン・マイヤー (クレーター)
クリスチャン・マイヤー (C. Mayer) は、月の表側にあるクレーターであり、月の北部に位置する。1769年に金星の太陽面通過を観測し、二重星の研究をしたオーストリアの天文学者、クリスチャン・マイヤーにちなんで名づけられた。
クリスチャン・マイヤーは氷の海の北の端に位置しており、クリスチャン・マイヤーのすぐ南にはシープシャンクスが位置しており、クリスチャン・マイヤーの南方約350キロメートルにはアリストテレスが位置している。クリスチャン・マイヤーの東にはケーン、クリスチャン・マイヤーの北にはメトン、クリスチャン・マイヤーの北東にはネイソンが位置している。
クリスチャン・マイヤーは比較的新しいクレーターであり、鋭利でくっきりとした周壁を持っている。クリスチャン・マイヤーの周壁は完全な円形ではなく、周壁の一部が外側に突き出たような多角形状の角張った形状をしており、特に西側の周壁が大きく突き出ている。輪郭は菱形に近い。クリスチャン・マイヤーの周壁の内側は段丘になっており、クリスチャン・マイヤーの底面は起伏の激しい地形をしている。クリスチャン・マイヤーの中心丘は、クリスチャン・マイヤーの中心点からやや北に外れた地点に位置しており、クリスチャン・マイヤーの中心丘は北方へ伸びたような形状をしている。
クリスチャン・マイヤーの南東にはクリスチャン・マイヤーCが隣接しており、クリスチャン・マイヤーDの底面は溶岩によって覆われている。クリスチャン・マイヤーDの南東の周壁には隙間があり、クリスチャン・マイヤーDの底面は、クリスチャン・マイヤーDの南東に広がる氷の海と接続している。

## 従属クレーター
クリスチャン・マイヤーのごく近くにある小さな無名のクレーターについては、アルファベットを付加することによって識別される。
| 名称                    | 月面緯度     | 月面経度     | 直径  |
| ----------------------- | ------------ | ------------ | ----- |
| クリスチャン・マイヤーB | 北緯 60.2 度 | 東経 15.6 度 | 36 km |
| クリスチャン・マイヤーD | 北緯 62.1 度 | 東経 18.6 度 | 66 km |
| クリスチャン・マイヤーE | 北緯 61.1 度 | 東経 16.0 度 | 12 km |
| クリスチャン・マイヤーF | 北緯 62.0 度 | 東経 19.5 度 | 7 km  |
| クリスチャン・マイヤーH | 北緯 64.1 度 | 東経 14.7 度 | 43 km |